# 查斯卡奧爾科山
21°21′52″S 68°9′30″W / 21.36444°S 68.15833°W
查斯卡奧爾科山（Ch'aska Urqu），是玻利維亞的山峰，位於該國西南部波托西省的北利佩斯省，處於奧亞圭火山東南面和瓦納庫山西南面，屬於安第斯山脈的一部分，海拔高度約4,100米。